# Hotell Kramer

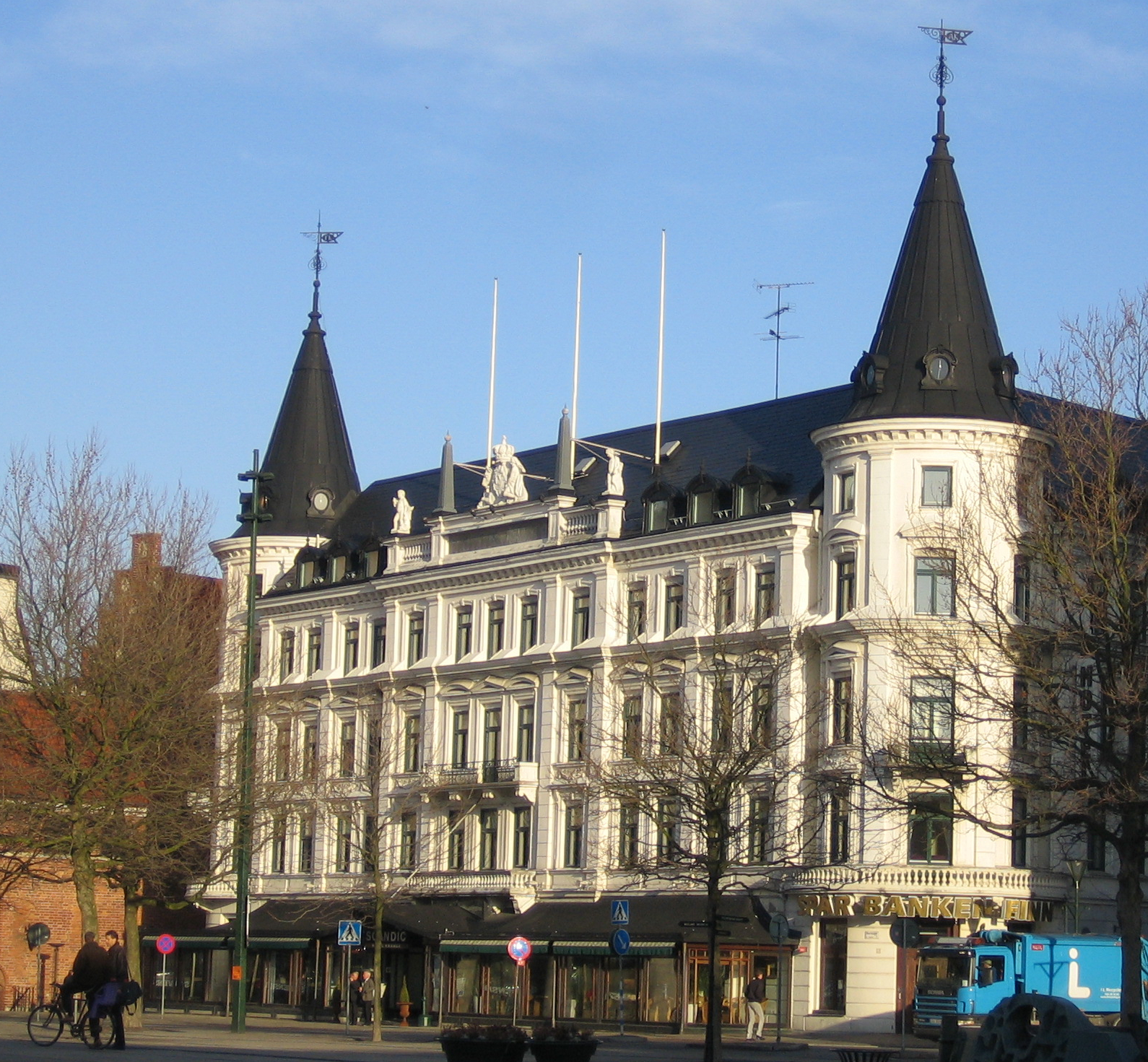
Hotell Kramer vid Stortorget

Hotell Kramer är ett hotell som ligger vid Stortorget i Malmö. 
Makarna Anna och Fritz Kramer kom 1863 från Tyskland till Malmö för att arrendera och förestå Hotel Gustaf Adolf vid Stortorgets södra sida. I juni 1868 köpte makarna det tidigare Ficks Hôtel på Stortorgets norra sida. Det hade öppnats av J. M. Fick omkring 1830-31. Säljare var källarmästare J. E. Alsing; köpeskillingen uppgick till 95 000 riksdaler.. De lät sedan arkitekten Carl Ferdinand Rasmussen rita den byggnad som uppfördes 1875-1878. Byggnaden är uppförd i fransk nyrenässans med inspiration från slott i Loiredalen.
Fritz Kramer avled 1893, men makan Anna levde i ytterligare 28 år och drev hotellet vidare; efter en tid tillsammans med näst äldste sonen Herman Kramer. Numera ägs hotellet av Scandic Hotels.
Vid firandet av den så kallade "stora segeraftonen" i samband med andra världskrigets slut 1945 lyckades hotellets gäster få upp artisten Karl Gerhard på en flygel för att sjunga sin starkt antinazistiska kuplett Den ökända hästen från Troja.[källa behövs]
I Kramers källare  drevs så småningom en nattklubb som kallades "Sulan".